# Métro de Salvador
Le métro de Salvador de Bahia est un réseau de deux lignes de métro desservant la ville de Salvador capitale de l'État de Bahia au Brésil peuplée d'environ 3 millions d'habitants. Après une première tentative de construction au tournant du siècle, la première ligne a été inaugurée le 11 juin 2014 et le réseau totalise 38 kilomètres.

## Historique

### Les projets non aboutis de métro léger
En 1987, la ville de Salvador de Bahia avait obtenu un prêt de 130 M US$ pour réaliser des études et construire un métro léger de 3,6 km de voies en site propre dans le terre-plein central des avenues et huit stations. Fin 1988 les travaux de construction s’interrompaient par manque de ressources.
En 1990, la municipalité de Salvador signait un contrat avec le consortium Ansaldo-Odebrecht avec un financement italien de 120 M US $ pour construire et fournir les équipements d’une première phase du projet de métro léger qui comportait un linéaire de 10,4 km. Cette première ligne en forme de Y partait de Lapa au centre de la ville se dirigeant vers Rodoviaria et Lapa-Retiro. Les travaux s'arrêtent également rapidement.

### La première tentative de construire le métro
En 1997, le ministre du Plan annonçait la venue d’une mission de la Banque Mondiale pour étudier un projet de métro. L'étude concluait à la nécessité d'un métro dont la première phase consistait à construire, avec huit stations entre Lapa et Pirajà, 11,9 km de voies double dont un tunnel de 2,2 km, 3,9 km en viaduc et 5,8 km en surface, et à moderniser la ligne de banlieue Calçada et Paripe. Le tunnel doit être creusé dans de la roche granitique à 35 m de profondeur avec deux stations souterraines, Lapa et Campo da Polvora.
La réalisation de la première phase est estimée à près de 303 millions de US$, dont 150 M US$ provenant de la Banque Mondiale (BIRD), le reste se répartissant entre le Gouvernement Fédéral, le Gouvernement de l’Etat de Bahia, la Municipalité de Salvador et des fonds privés. En outre des études pour une extension de cette ligne 1 ainsi qu'une ligne 2 sont lancées. Des appels d'offres, par lots, sont lancés en août 1998  pour le génie civil et en mai 1999 pour les lots du système. En décembre, Siemens gagne le contrat d'alimentation électrique de la ligne (trois postes d'alimentation).
La construction du métro de Salvador débute en avril 2000 avec une date d'ouverture programmée en 2002 mais des controverses politiques, contractuelles et financières paralysent le chantier. Un contrat d'exploitation pour 25 ans sera signé en mars 2002, mais annulé un an plus tard. Le constructeur espagnol CAF avait obtenu un contrat pour 12 trains de 4 véhicules. La Cour fédérale des comptes interdit en octobre 2003 le versement des fonds fédéraux pour la construction du métro en raison des irrégularités commises, confirmées par un rapport d'enquête de septembre 2007.

### La réalisation du métro, par étapes
Des essais sont effectués courant premier trimestre 2012, sans mise en service d'exploitation. Pour mettre fin aux blocages, la responsabilité du chantier et de l'exploitation est transférée de la municipalité de Salvador à l'état de Bahia en avril 2013. La CCR Metrô Bahia (société créée spécialement) a repris la gestion du système par contrat signé le 15 octobre 2013. Le premier tronçon est inauguré le 11 juin 2014 juste à temps pour la coupe du monde de football de 2014 dont certains matchs se déroulent à Salvador. Ce premier tronçon relie Lapa (terminus) à Acesso Norte (6 km) avec un service limité.
Courant 2014 et l'année suivante, trois prolongements furent mis en service. En janvier 2016 un service commercial de 5 h. à minuit fut mis en place entre Lapa and Bom Juá, puis étendu le 15 mai 2016 entre Bom Juá and Pirajá.
Courant 2014, le chantier de la ligne 2 est lancé dans le cadre d'un partenariat public/privé signé en octobre 2013 avec CCR,. Les travaux commencent en février 2015. Le premier tronçon de la ligne 2 Acesso Norte (terminus en correspondance avec la ligne 1) - Rodoviária (2,3 km) entre en service le 5 décembre 2016. L'ouverture de trois tronçons est réalisée entre mai 2017 et avril 2018.
En 2023, la ligne 1 est prolongée de Pirajá à Campinas (1,5 km) le 14 juin puis le dernier tronçon de Campinas à Águas Claras (3 km) est inauguré le 26 décembre de la même année.
Le coût total des deux lignes était évalué en 2015 à 3,6 milliards de réals dont 1,4 sont pris en charge par le CCR, 1,2 par le gouvernement fédéral et 1 milliard par l'état de Bahia.

Carte des stations.

| Ligne | Date              | Section                        | Longueur | Stations | Observations   |
| ----- | ----------------- | ------------------------------ | -------- | -------- | -------------- |
| 1     | 11 juin 2014      | Lapa (terminus) - Acesso Norte | 6 km     | 4        | Service limité |
| 1     | 25 août 2014      | Acesso Norte - Retiro          | 1,6 km   | 1        | Service limité |
| 1     | 23 avril 2015     | Retiro - Bom Juá               | 2,1 km   | 1        |                |
| 1     | 13 novembre 2015  | Station Bonocô                 | 0        | 1        |                |
| 1     | 22 décembre 2015  | Bom Juá - Pirajá               | 2,2 km   | 1        |                |
| 2     | 5 décembre 2016   | Acesso Norte - Rodoviária      | 2,3 km   | 3        |                |
| 2     | 23 mai 2017       | Rodoviária - Pituaçu           | 6,3 km   | 4        |                |
| 2     | 11 septembre 2017 | Pituaçu - Mussurunga           | 7,5 km   | 4        |                |
| 2     | 26 avril 2018     | Mussurunga - Aeroporto         | 3,5 km   | 1        |                |
| 1     | 14 juin 2023      | Pirajá - Campinas              | 1,5 km   | 1        |                |
| 1     | 26 décembre 2023  | Campinas - Águas Claras        | 3 km     | 1        |                |

## Réseau
Le réseau est constitué par deux lignes à double voie construites essentiellement en surface et en viaduc avec quelques tronçons en sous-sol. Les deux lignes  sont plus ou moins parallèle à l'axe de la presqu'ile sur laquelle est construite la ville.
La partie en service de la ligne 1 est longue de 13,7 km (1,4 km en tunnel, 4,8 km surélevé, le reste au sol) et comporte 10 stations. Celle de la ligne 2 est longue de 19,6 km avec 12 stations ouvertes.

## Équipements du réseau

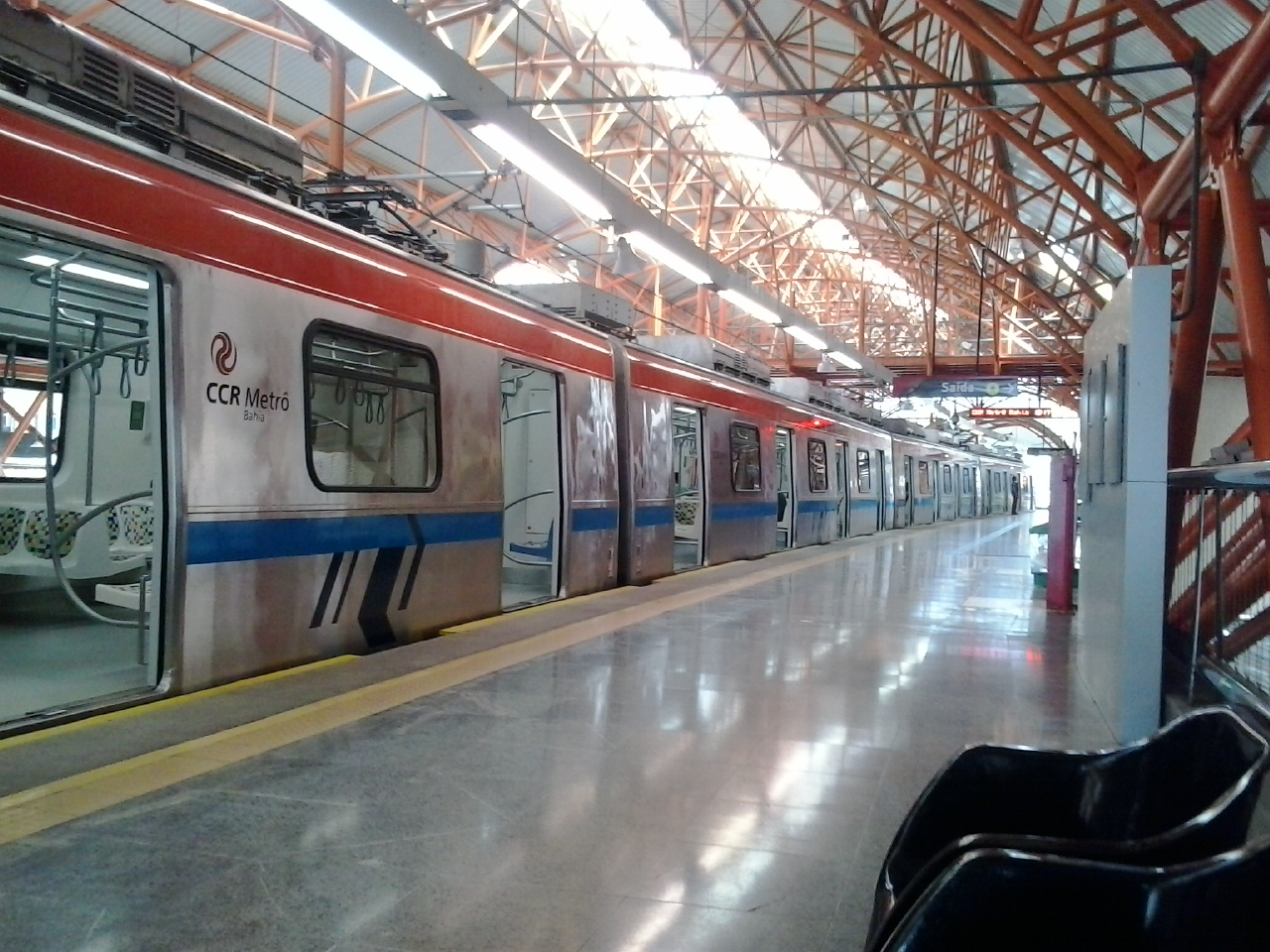
Une rame du métro de Salvador à l'arrêt.

### Matériel roulant
La voie est à écartement normal (1 435 mm) et l'alimentation électrique en 3000 volts se fait par caténaire .
Le service est initialement assuré par 6 rames de quatre voitures fournies par le consortium Mitsui-Hyundai Rotem et livrées pour moitié en novembre 2008 et pour moitié en janvier 2009,. Une commande de 49 rames supplémentaires a été passée à Rotem et Iesa en février 2014, les livraisons arrivant à partir de 2016. Hyundai Rotem fabrique ces rames sur le site d'Araraquara dans la région de Sao Paulo.
Le parc de matériel roulant est constitué de 40 rames de 4 voitures pouvant transporter 1000 passagers. Les nouvelles voitures comportent une intercirculation et un réseau de 22 caméras permet une surveillance permanente par le centre d'exploitation.

### Signalisation
En mars 2014, Thales Canada signe un contrat avec l’opérateur de métro CCR Metrô Bahia pour la signalisation des lignes 1 et 2 avec le système SelTrac CBTC qui permet de faire fonctionner les rames en mode totalement automatique pour une mise en service au premier semestre 2017.

## Exploitation et fréquentation
Les trains circulent de 5h à minuit tous les jours de la semaines avec une fréquence de 3 minutes aux heures de pointe. Le coût d'un voyage à l'unité est de 2,60 réals et permet d'emprunter le train de banlieue et le réseau de bus dans un  délai de 2 heures.
La fréquentation du métro est passée de 9 millions de passagers en 2015 à 53 millions en 2017. Le réseau de métro géré par CCR Metrô Bahia enregistre en moyenne 370 000 passagers transportés par jour. La société CCR Metrô Bahia emploie 1.400 salariés.

## Projets d'extension
La ligne 2 qui est connectée à la ligne 1 à son terminus sud Accesso Norte, sera à terme longue de 23,9 kilomètres en étant prolongée de Aeroporto à Lauro de Freitas.
Un projet de monorail de 23,6 km parallèle à la ligne 1 est à l'étude. Des contrats de construction ont été signés,.